# Friedrich Gottmann
Friedrich Gottmann (* 10. Februar 1802; † 2. Dezember 1861 in Wellen) war ein deutscher Lehrer und Politiker.
Gottmann war der Sohn des Schullehrers Johannes Gottmann. Er heiratete am 3. November 1833 in Wellen die Witwe Anna Katharine Schäfer geborene Ritter. Er war Lehrer in Dehringhausen und später in Wellen. 1848 bis 1849 war er für den II. ländlichen Wahlkreis und 1849 bis 1852 für den I. Wahlkreis Abgeordneter im Landtag des Fürstentums Waldeck-Pyrmont.